# La Tropicale Amissa Bongo 2019
De 14e editie van de La Tropicale Amissa Bongo (ook wel Ronde van Gabon genoemd) was een wielerwedstrijd die plaatsvond van 21 tot en met 27 januari 2019. Startplaats was Bongoville en de hoofdstad Libreville was de finishplaats. De ronde was een van de koersen op de UCI Africa Tour-kalender van 2019, in de wedstrijdcategorie 2.1. De titelverdediger was de Rwandees Joseph Areruya, dit jaar won de Italiaan Niccolò Bonifazio.

## Etappe-overzicht
| etappe | datum      | start       | finish      | afstand | winnaar           | klassementsleider |
| ------ | ---------- | ----------- | ----------- | ------- | ----------------- | ----------------- |
| 1e     | 21 januari | Bongoville  | Mounana     | 100 km  | Niccolò Bonifazio | Niccolò Bonifazio |
| 2e     | 22 januari | Franceville | Okandja     | 169 km  | Niccolò Bonifazio | Niccolò Bonifazio |
| 3e     | 23 januari | Leconi      | Franceville | 98 km   | Biniam Girmay     | Niccolò Bonifazio |
| 4e     | 24 januari | Mitzic      | Oyem        | 113 km  | Lorrenzo Manzin   | Niccolò Bonifazio |
| 5e     | 25 januari | Bitam       | Mongomo     | 126 km  | Niccolò Bonifazio | Niccolò Bonifazio |
| 6e     | 26 januari | Bitam       | Oyem        | 110 km  | André Greipel     | Niccolò Bonifazio |
| 7e     | 27 januari | Nkok        | Libreville  | 140 km  | Lorrenzo Manzin   | Niccolò Bonifazio |

## Eindklassementen
| Plaats    | Naam                 | Ploeg                       | Tijd     |
| --------- | -------------------- | --------------------------- | -------- |
| Gele trui | Niccolò Bonifazio    | Direct Energie              | 20:39:25 |
| 2         | Lorrenzo Manzin      | Vital Concept-B&B Hotels    | +06"     |
| 3         | André Greipel        | Arkéa-Samsic                | +14"     |
| 4         | Youcef Reguigui      | Algerije                    | +17"     |
| 5         | Sirak Tesfom         | Eritrea                     | +26"     |
| 6         | Metkel Eyob          | Eritrea                     | +28"     |
| 7         | Alessandro Bisolti   | Androni Giocattoli-Sidermec | +32"     |
| 8         | Didier Munyaneza     | Rwanda                      | +33"     |
| 9         | Daniel Teklehaimanot | Eritrea                     | +34"     |
| 10        | Henok Mulubrhan      | Eritrea                     | +37"     |

| Plaats    | Naam              | Ploeg                    | Punten |
| --------- | ----------------- | ------------------------ | ------ |
| Roze trui | Niccolò Bonifazio | Direct Energie           | 176    |
| 2         | André Greipel     | Arkéa-Samsic             | 172    |
| 3         | Lorrenzo Manzin   | Vital Concept-B&B Hotels | 169    |

| Plaats      | Naam                  | Ploeg                       | Punten |
| ----------- | --------------------- | --------------------------- | ------ |
| Groene trui | Sirak Tesfom          | Eritrea                     | 21     |
| 2           | Marco Frapporti       | Androni Giocattoli-Sidermec | 18     |
| 3           | Abderrahmane Mansouri | Algerije                    | 16     |

| Plaats     | Naam             | Ploeg   | Tijd     |
| ---------- | ---------------- | ------- | -------- |
| Witte trui | Didier Munyaneza | Rwanda  | 20:39:58 |
| 2          | Henok Mulubrhan  | Eritrea | +04"     |
| 3          | Samuel Mugisha   | Rwanda  | +07"     |

| Plaats | Ploeg                    | Tijd      |
| ------ | ------------------------ | --------- |
| 1      | Eritrea                  | 62u00'15" |
| 2      | Direct Energie           | + 07"     |
| 3      | Vital Concept-B&B Hotels | + 10"     |

## Klassementenverloop
| Etappe       | Winnaar           | Algemeen klassement · | Sprintklassement · | Bergklassement · | Jongerenklassement · |
| ------------ | ----------------- | --------------------- | ------------------ | ---------------- | -------------------- |
| 1            | Niccolò Bonifazio | Niccolò Bonifazio     | Niccolò Bonifazio  | Sirak Tesfom     | Didier Munyaneza     |
| 2            | Niccolò Bonifazio | Niccolò Bonifazio     | Niccolò Bonifazio  | Sirak Tesfom     | Didier Munyaneza     |
| 3            | Biniam Girmay     | Niccolò Bonifazio     | Niccolò Bonifazio  | Sirak Tesfom     | Didier Munyaneza     |
| 4            | Lorrenzo Manzin   | Niccolò Bonifazio     | Niccolò Bonifazio  | Sirak Tesfom     | Didier Munyaneza     |
| 5            | Niccolò Bonifazio | Niccolò Bonifazio     | Niccolò Bonifazio  | Sirak Tesfom     | Didier Munyaneza     |
| 6            | André Greipel     | Niccolò Bonifazio     | Niccolò Bonifazio  | Sirak Tesfom     | Didier Munyaneza     |
| 7            | Lorrenzo Manzin   | Niccolò Bonifazio     | Niccolò Bonifazio  | Sirak Tesfom     | Didier Munyaneza     |
| 0Eindstanden | 0Eindstanden      | Niccolò Bonifazio     | Niccolò Bonifazio  | Sirak Tesfom     | Didier Munyaneza     |

2006 · 2007 · 2008 · 2009 · 2010 · 2011 · 2012 · 2013 · 2014 · 2015 · 2016 · 2017 · 2018 · 2019 · 2020 · 2023